# Хаяси, Акихиро
Акихиро Хаяси (яп. 林彰洋; род. 7 мая 1987, Токио) — японский футболист, вратарь клуба «Вегалта Сэндай».

## Ранние годы
Хаяси начал заниматься футболом в раннем возрасте, обучался в молодёжной системе клуба «Касива Рейсол». Поначалу попеременно играл то на позиции полевого игрока, то в воротах. Уже в старшей школе окончательно стал вратарём. В 2003 году Хаяси поступил в старшую школу при экономическом университете Рюцу Кэйдзай в Рюгасаки. Вместе со школьной командой он играл на общенациональном молодёжном турнире принца Такмадо, где помог своей школе войти в восьмёрку лучших. В 2006 году Хаяси продолжил обучение в университете Рюцу Кэйдзай, где изучал спортивную медицину. Также он был игроком студенческой футбольной команды, которая выступала в Японской футбольной лиге, в то время являвшейся третьей лигой Японии. Команда университета Рюцу Кэйдзай в 2007 году выиграла Кубок премьер-министра, за который состязались студенческие команды со всей страны.
Летом 2009 года Хаяси, имея несколько предложений от клубов японской Джей-лиги, решил попробовать свои силы в европейском футболе. Он побывал на просмотре в клубах из Словакии, Румынии, Польши, Исландии и Англии. Около месяца Акихиро провёл в румынском клубе «Астра», но так и не заключил контракт. В сентябре 2009 года он перевёлся в Плимутский университет, а также получил возможность тренироваться с клубом английского Чемпионшипа «Плимут Аргайл». Но из-за отсутствия рабочей визы и разрешения на работу в Англии, Хаяси не мог быть задействован в официальных матчах. В ноябре 2009 года он побывал на двухнедельном просмотре в польском клубе «Заглембе» из Люблина, но контракта в итоге не подписал.

## Клубная карьера
В июне 2010 года Хаяси перешёл в бельгийский клуб «Олимпик» из Шарлеруа, выступавший в третьем дивизионе Бельгии. Поначалу он был запасным вратарём, но 12 сентября 2010 года получил возможность дебютировать в официальном матче. В игре с клубом «Бохолтер» был удалён основной вратарь Джонатан Бордон, и Акихиро занял место в воротах. В сезоне 2010/11 он сыграл десять матчей, но закрепиться в составе не смог из двух травм правого запястья.
В январе 2012 года Хаяси вернулся в Японию. Участвовал в тренировочных сборах с клубом «Виссел Кобе», но уже в феврале заключил контракт с «Симидзу С-Палс», где с вратарями работал Дидо Хавенар, ранее тренировавший Акихиро в университете. 10 марта 2012 года Хаяси дебютировал в первой Джей-лиге, выйдя в стартовом составе на матч с «Нагоя Грампус». В сезоне 2012 года он был основным вратарём своей команды, начинал в этом статусе и сезон 2013 года, но после поражения от «Токио» 18 мая тренерский штаб стал чаще использовать на позиции вратаря Масатоси Кусибики, который в итоге вытеснил Хаяси из состава.
В августе 2013 года клуб «Саган Тосу», из-за травмы потерявший основного вратаря, взял Хаяси в аренду до конца сезона. За этот клуб Акихиро дебютировал 17 августа в матче с «Омия Ардия». В сезоне 2013 года Хаяси провёл 13 матчей за «Саган Тосу» и своей надёжной игрой в воротах помог команде сохранить место в Джей-лиге. Зимой 2014 года Акихиро заключил полноценный контракт с «Саган Тосу». В сезоне 2014 года он без замен провёл все 34 матча в чемпионате Японии и по итогам сезона был признан самым ценным игроком в составе своей команды. Хаяси оставался основным вратарём «Саган Тосу» ещё два сезона, причём в 2016 году вновь провёл все 34 матча в Джей-лиге.
30 декабря 2016 года Хаяси перешёл в футбольный клуб «Токио». Дебют вратаря в новом клубе состоялся 25 февраля 2017 года в матче с «Касима Антлерс».

## Выступления за сборную
В 2005 году Хаяси был включён в сборную Японии среди игроков до 18 лет и с тех пор регулярно вызывался в различные юношеские и молодёжные сборные. В 2006 году он стал серебряным призёром чемпионата Азии среди юношей до 19 лет. Хаяси был основным вратарём сборной Японии среди игроков до 20 лет на молодёжном чемпионате мира 2007 года, проходившем в Канаде. На турнире Акихиро принял участие в трёх матчах, в том числе и в 1/8 финала со сборной Чехии, в котором его команда уступила по пенальти и выбыла из борьбы.
Хаяси был участником двух летних Универсиад: 2007 и 2009 годов. На летней Универсиаде 2009 года в Белграде сборная Японии выиграла бронзовые медали. Также Акихиро был кандидатом в олимпийскую сборную перед Олимпиадами 2008 и 2012 годов, однако в окончательную заявку так и не попал.
В течение 2014—2017 годов Хаяси регулярно вызывался в национальную сборную Японии, однако был резервным вратарём и на поле ни разу не вышел.